# 요하네스 마코비우스

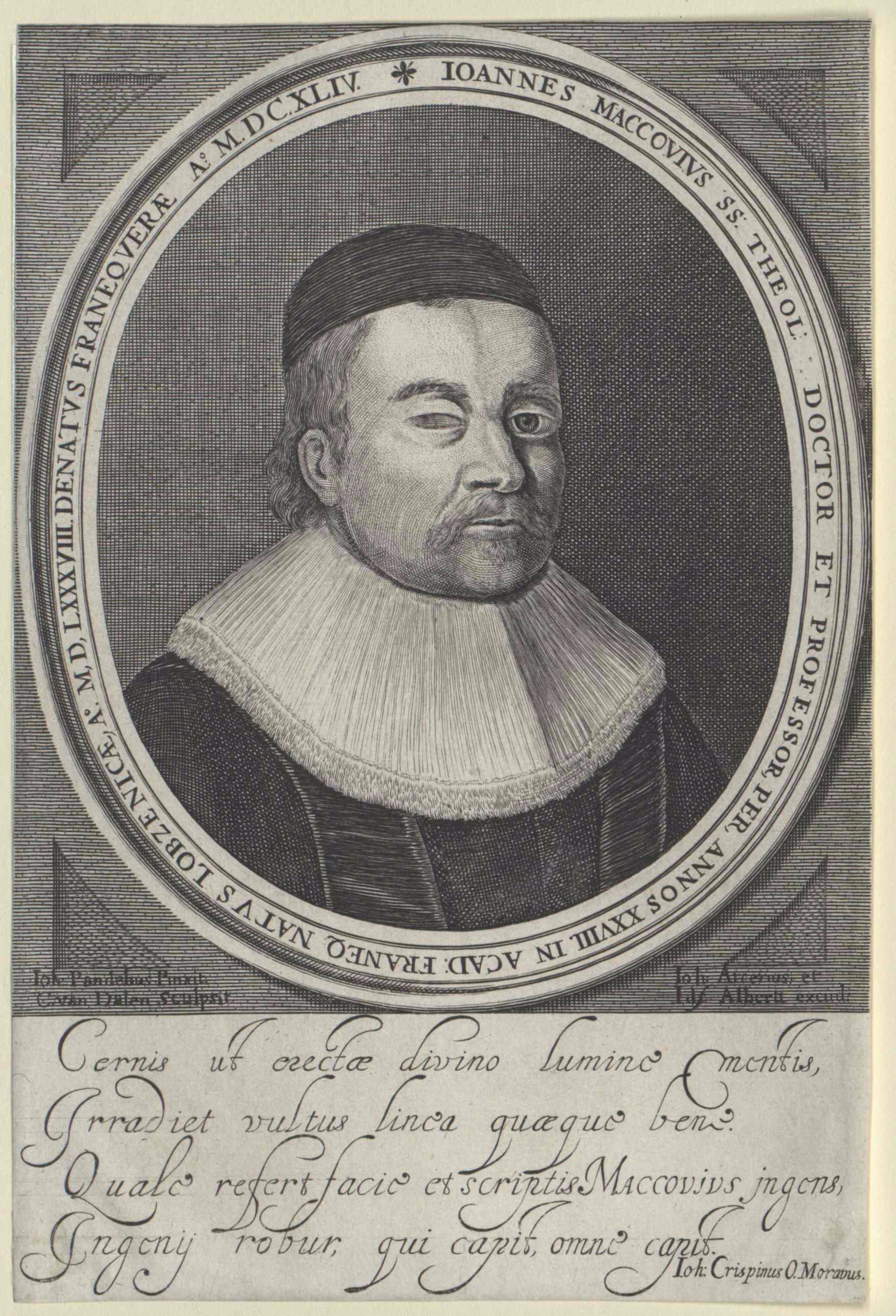
요하네스 마코비우스의 초상화

요하네스 마코비우스(Johannes Maccovius, 1588년 - 1644년 6월 24일)는 폴란드 출신의 네덜란드 개혁주의 신학자이다.

## 특징과 주요 활동
- 네덜란드의 프라네커 대학에서 교수로 일하던 중 윌리엄 에임스를 만나서 에임스로 하여금 기독교 신앙을 고갈시킨다는 평을 받았다.[1] 또한 종교적 생활의 인간적 측면을 거의 고려하지 않았던 철두철미한 논리적 일관론자였다.
- 그는 하이델베르그 대학에서 그의 스승이었던 바돌로뮤 켁커만과 같은 대륙 정통주의 신학자들에 의해 광범위하게 공유되어던 신앙을 지성화하는 풍토에서 성장하였다.
- 첫째 부인인 안티예 판 오일렌부르흐는 렘브란트의 부인 사스키아 판 오일렌부르흐의 자매이며, 렘브란트가 사스키아와 결혼할 당시 도움을 주었다.

## 신학
그는 칭의교리에서 선구자적인 역할을 하였다. 칭의가 하나님께서 그리스도의 은혜로 인해, 죄인의 죄가 사함을 받고 그리스도의 의가 전가된 후에 그를 의롭다라고 칭하게 됨으로 죄인을 받아들이는 행위로 정의하였다.
그는 칭의에 관하여 하나님 쪽과 사람 쪽으로 나누어 설명하였는 데, 하나님 쪽에서는 능동태, 사람쪽에서는 수동태로 표현하여 하나님이 의롭다 칭하고, 사람은 의롭다 함을 받는 것으로 묘사하였다.
첫째. 능동적 칭의의 순간은 불특정적 또는 특정적이다. 불특정적 칭의는 믿음과 칭의 사이의 논리적 순서를 포함한다. 그는 칭의가 믿음을 앞선다고 주장하였다. 칭의는 구원의 적용이 아니라, 그 목적에 적용되는 것이다라고 주장했다.

### 두 왕국교리를 반대
그는 몇몇 안되는 교황의 권력이 세속 권력보다 위에 있다고 주장하는 개혁주의자였다. 이러한 그의 입장은 조지 길레스피에 의하면 '개혁교회 안에서의 커다란 스캔들'로 받아들여졌다.